# 沃尔帕戈-德尔蒙特洛
沃尔帕戈-德尔蒙特洛（義大利語：Volpago del Montello），是意大利威尼托大区特雷维索省的一个市镇。总面积44平方公里，人口9916人，人口密度225.4人/平方公里（2009年）。国家统计（ISTAT）代码为026093。

## 友好城市
- 比利时布雷 1985年
- 西班牙萨洛莫 1994年